# Run Away (cântec de SunStroke Project și Olia Tira)
„Run Away” (engleză pentru Fugi departe) este un cântec compus de Anton Ragoza și Alina Galițcaia și interpretat de Sun Stroke Project și Olia Tira. A reprezentat Republica Moldova la Concursul Muzical Eurovision 2010. Cântecul a fost selectat pe 6 martie 2010 dintre cele 14 participante la competiția O melodie pentru Europa.
După concurs, "Run Away" a devenit subiect a unui major internet meme referitor la evoluția saxofonistului Serghei Stepanov, care a fost numit "Epic Sax Guy" în clipuri pe YouTube.

## Clasamente
| Clasament (2010)      | Poziția de top |
| --------------------- | -------------- |
| Norvegia (VG-lista)   | 7              |
| Swedish Singles Chart | 31             |